# 卑南庄
卑南庄為台灣日治時期1937年至1944年間存在之行政區，隸屬於臺東廳臺東郡，其原為臺東支廳卑南區，轄區包括今臺東縣卑南鄉東半部、臺東市西半部與太麻里鄉美和村。昭和十九年（1944年）12月1日，卑南庄裁撤併入臺東街，為臺灣總督府最後一次行政區調整。

## 行政區劃
卑南地區在清治時期至日治初期隸屬南鄉，臺東廳在1897年6月成立後，此處隸屬「卑南辨務署」。1898年7月31日，臺東廳公告劃設為25區，而卑南地區皆位在「第一區」。1900年5月3日，卑南辨務署改為「卑南出張所」。1901年11月11日，卑南出張所改為「臺東廳直轄」。1905年7月17日，臺東廳改劃設為以地名稱呼的20區，原第一區改為「卑南區」。1908年10月20日，加路蘭區被併入卑南區。1911年8月3日，日本人移民村編為一般行政的單位，美和村等移民村被編入卑南區。1914年5月23日，臺東廳實施街庄整併。1919年1月15日，卑南區更名為「臺東區」，射馬干社被併入知本。此時的卑南地區共轄以下村、社：
- 南鄉：卑南社、知本社、呂家社、檳榔樹格社、北絲鬮社、美和村[9]

大正九年（1920年）10月1日，原堡里鄉澚之行政區廢除，街庄社改為大字，原臺東區改為「卑南區」，隸屬於臺東廳臺東支廳，且區內部份獨立為「臺東街」。卑南區轄域內分為卑南、呂家、檳榔樹格、北絲鬮、知本、美和村等6個大字。昭和十二年（1937年）10月1日，臺東廳施行街庄制，改支廳為郡、改區為街庄。卑南區因此改為「卑南庄」，隸屬臺東郡，轄域內分為卑南、利家、日奈敷、初鹿、知本、美和等6個大字，大字下的小字如下：
- 卑南：卑南、岩灣、白井
- 利家：呂家、阿里擺、太巴六九
- 初鹿：北絲鬮、班鳩
- 知本：知本、射馬干[10]

1944年12月1日，卑南庄廢庄併入台東街。二戰後，卑南鄉脫離臺東鎮成立，除了原卑南庄的範圍，其也包含了原部分臺東郡蕃地，及原屬臺東街的上原、富原和部分加路蘭，而後又把美和劃屬太麻里鄉。1974年10月10日，卑南鄉的富岡、岩灣、南王、新園、建興、南榮、卑南、知本、豐田、建和村（大致是原卑南庄的卑南、知本）劃入臺東鎮，以使臺東鎮達到縣轄市改制的人口標準。
| 1898年 | 1898年                                       | 1908年 | 1908年                       | 1920年       | 1920年       | 1937年       | 1937年       | 1944年     | 1976           |
| 區     | 街庄社                                       | 區     | 街庄社                       | 街庄區       | 大字         | 街庄         | 大字         | 街庄       | 鄉鎮市         |
| ------ | -------------------------------------------- | ------ | ---------------------------- | ------------ | ------------ | ------------ | ------------ | ---------- | -------------- |
| -      | -                                            | -      | -                            | 臺東街       | 富原村       | 臺東街       | 富原         | 臺東街     | 卑南鄉         |
| 第1區  | 利基利吉社                                   | 卑南區 | 利基利吉社                   | 臺東街       | 利基利吉     | 臺東街       | 上原         | 臺東街     | 卑南鄉         |
| 第5區  | 加路蘭社                                     | 卑南區 | 加路蘭社                     | 臺東街       | 加路蘭       | 臺東街       | 加路蘭       | 臺東街     | 臺東市、卑南鄉 |
| 第1區  | 卑南社                                       | 卑南區 | 卑南社                       | 卑南區       | 卑南         | 卑南庄       | 卑南         | 臺東街     | 臺東市         |
| 第1區  | 知本社、射馬干社                             | 卑南區 | 知本社、阿朥班那社、射馬干社 | 卑南區       | 知本         | 卑南庄       | 知本         | 臺東街     | 臺東市         |
| 第1區  | 阿里擺社、太巴六九社(新、舊)、迪化社、遵化社 | 卑南區 | 阿里擺社、太巴六九社、呂家社 | 卑南區       | 呂家         | 卑南庄       | 利家         | 臺東街     | 卑南鄉         |
| 第1區  | 檳榔樹格社                                   | 卑南區 | 檳榔樹格社                   | 卑南區       | 檳榔樹格     | 卑南庄       | 日奈敷       | 臺東街     | 卑南鄉         |
| 第1區  | 北絲鬮社、斑鳩社、理學社                     | 卑南區 | 北絲鬮社、斑鳩社             | 卑南區       | 北絲鬮       | 卑南庄       | 初鹿         | 臺東街     | 卑南鄉         |
| -      | -                                            | -      | -                            | 卑南區       | 美和村       | 卑南庄       | 美和         | 臺東街     | 太麻里鄉       |
| 蕃地   | 蕃地                                         | 蕃地   | 蕃地                         | 臺東支廳蕃地 | 臺東支廳蕃地 | 臺東支廳蕃地 | 臺東支廳蕃地 | 臺東郡蕃地 | 卑南鄉         |

## 庄長
- 遠藤貞衛：1938年，曾任東勢郡役所警察課警部、臺東廳里壠支廳警部、卑南區長
- 佐竹光雄：1939年至1941年，曾任臺東廳庶務課、新港郡役所庶務課吏員
- 喜納朝祥：1942年至1944年[12]

## 設施
- 卑南庄役場
- 臺東飛行場，位於卑南庄利家[13]
- 臺東測候所臺東飛行場出張所[14]
- 臺灣總督府蓖麻種子育成所，位於卑南庄初鹿[15]，1941年遷至臺東街臺東[16]
- 臺東岩灣浮浪者收容所（今法務部矯正署岩灣技能訓練所）
- 廳立臺東中學校，位於卑南庄卑南
- 臺東第二青年特別鍊成所
- 臺灣總督府高砂農業技術員養成所，1944年6月設立[17]

### 神社
- 北絲鬮社（1930年2月12日鎮座）
- 呂家祠（1930年2月13日鎮座）[18]:335
- 卑南祠（1930年2月12日鎮座）[18]:334
- 射馬干祠（1930年2月11日鎮座）
- 知本祠（1930年2月11日鎮座）[18]:332